# Grotte de Montgaudier
La grotte de Montgaudier est située dans le département de la Charente, sur la commune de Montbron. Elle a été occupée depuis le Moustérien (Paléolithique moyen) jusqu'au Magdalénien (Paléolithique supérieur) et a livré des ossements de Néandertalien, d'Homo sapiens et de faune ancienne, une riche industrie lithique, une industrie osseuse ainsi que des éléments d'art pariétal et d'art mobilier.

## Localisation
La grotte de Montgaudier est située dans la partie ouest de la commune de Montbron qui est 27 km à l'est d'Angoulême, en Charente, à 3 km du département de la Dordogne et 11 km de celui de la Haute-Vienne. Elle s'ouvre dans une falaise qui surplombe la Tardoire, sur la rive droite de la vallée, en amont de la grotte du Placard, au pied d'une rive concave exposée au nord-est et portant le château de Montgaudier.

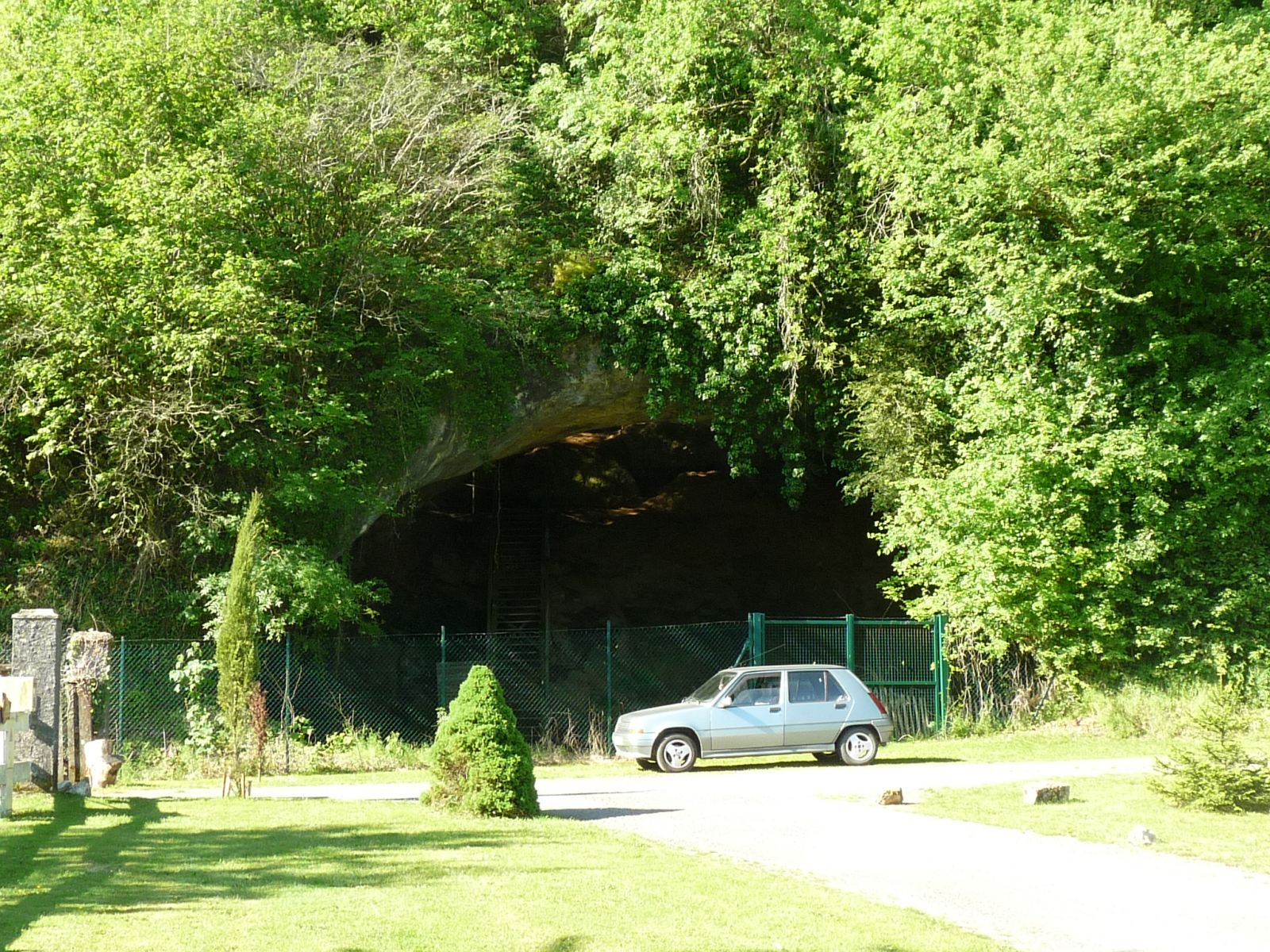
La grotte s'ouvre au niveau de la vallée.

## Histoire
La grotte de Montgaudier a été fouillée à de multiples reprises. Les premières fouilles, réalisées par Édouard Lartet, datent d'avant 1850. Le site est ensuite fouillé par le marquis de Vibraye, Tremeau de Rochebrune, l'abbé Bourgeois et l'abbé Delaunay, Fermond puis Albert Gaudry de 1867 à 1886, et d'autres jusqu'en 1959. Les fouilles sont reprises en 1966 par Louis Duport à la demande de Jean Piveteau. À compter de cette date, Louis Duport préserve, inventorie, classifie et rationalise les relevés et les découvertes déjà faites et conduit de nouvelles fouilles seul ou avec la collaboration d'autres chercheurs. En 1974, il découvre une mâchoire de jeune Néandertalien âgé de 12 à 14 ans 1/2.

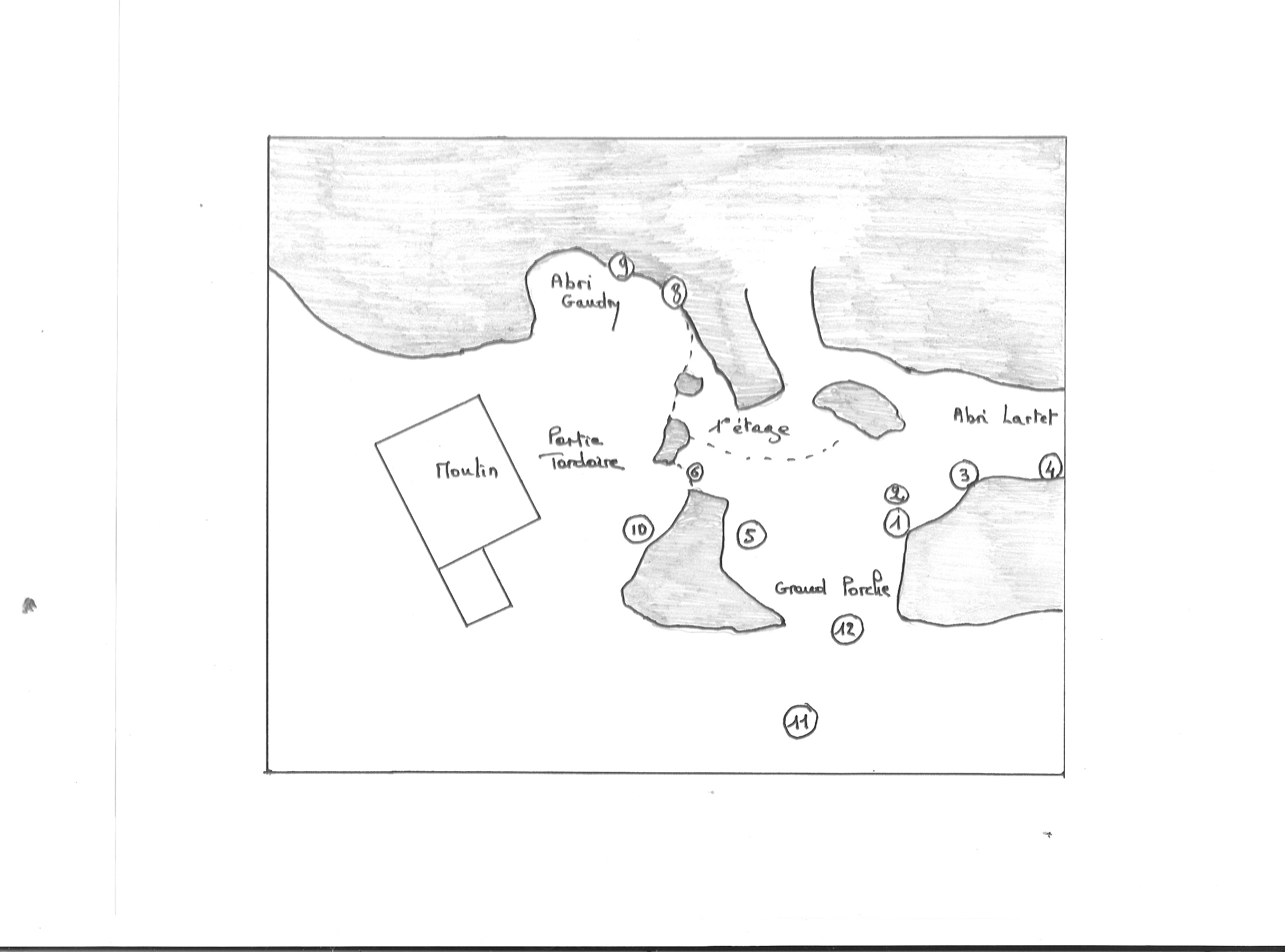
Plan schématique de la grotte de Montgaudier. Relevés Gaudry et Debenath.

Le site est classé depuis 1942.

## Topographie
La grotte de Montgaudier comporte un ensemble d'abris et de grottes de topographie complexe. Par un grand porche de 13 m de large et 10 m de haut, on accède à une cavité de plus de 20 m de long.
Le premier étage aurait été créé par les remblais de fouilles. Il est surmonté par l'abri Lartet à l'ouest et la partie Tardoire à l'est qui comprend l'abri Gaudry et l'abri Paignon.
Le croquis de Gaudry en 1880 montre au niveau du porche un muret aujourd'hui disparu et les fouilles anciennes se sont arrêtées là. C'est le locus 12 fouillé par Louis Duport en 1983 et 1984 après que des sondages aient révélé une couche magdalénienne.
Le locus 11, dans la prairie devant le Grand Porche, 3 m en avant du locus 12, a montré l'emplacement d'un ancien lit de la Tardoire et que l'effondrement de la partie avancée de la voûte a été très postérieur à l'occupation magdalénienne.

## Stratigraphie
Le grand porche comporte une trentaine de niveaux sédimentaires. Leur lecture est complexe du fait des fouilles, des remblais et des couches de blocs de rochers détachés du plafond. Le plancher en a été daté de 80 000 ans. Ce sont les locus 1, 2, 3, 5 et 6.
L'abri Lartet, locus 4, comporte six couches et un sol empierré. Le Moustérien y est en place.
Le talus ou partie Tardoire comporte à l'abri Gaudry neuf couches dont les couches 1 et 2 sont du Magdalénien supérieur et la couche 5 du Paléolithique supérieur, peut-être de l'Aurignacien. Dans cette partie Tardoire, un foyer est attribué au Moustérien de type Quina. L'abri Gaudry, comporte les locus 8 et 9, et l'abri Paignon le locus 10.
Le locus 12, situé en avant du grand porche, comporte quatre niveaux dont une couche 2 du Magdalénien et une couche 4 qui serait du Périgordien,.

## Faune ancienne
Un sondage sous le grand porche, à l'emplacement no 12, a livré des ossements de divers animaux, qui ont été étudiés en 1985 par Jean-François Tournepiche. Étaient présents des herbivores : cheval (Equus caballus), âne ancien ou hydrontin (Equus hydruntinus), sanglier (Sus scrofa), cerfs (Cervus), chevreuils (Capreolus), daims (Dama) ; et des carnivores : lion des cavernes (Panthera spelaea), loup gris commun (Canis lupus lupus), hyène tachetée (Crocuta crocuta), ours des cavernes (Ursus spelaeus), renard polaire (Alopex lagopus). Une datation par le carbone 14 sur os donne un âge de 12 820 ans avant le présent, ce qui correspond au Magdalénien. L'abri Lartet renferme des morceaux d'os de renne. La grotte de Montgaudier fait partie des sites ayant livré de l'antilope saïga (Saiga tatarica). La couche 13 du grand porche a livré une faune archaïque Ursus deningeri (ancêtre d'Ursus spelaeus), Crocuta crocuta intermedia et Dicerorhinus hemitoechus le rhinocéros des prairies ou rhinocéros des steppes.

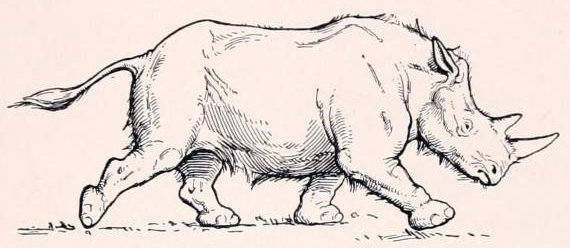
Rhinocéros des prairies

## Présence humaine
La grotte a été occupée du Moustérien au Magdalénien. Au Solutréen supérieur, les hommes seraient simplement passés ou auraient occupé l'abri Paignon.
En 1974 a été découverte une partie de la mâchoire d'un jeune Néandertalien âgé de 12 à 14 ans et demi qui aurait vécu à la fin de la glaciation du Riss (avant-dernière glaciation). Il est possible que sa mandibule ait chuté depuis l'abri Lartet situé au-dessus et alors il aurait vécu au Moustérien.
En 1988, Louis Duport a découvert dans le locus 12 une molaire déciduale sans usure donc appartenant à un enfant âgé de 8 ans (plus ou moins 2 ans). La surface occlusale est à 5 cuspides, ce qui est encore courant actuellement ; mais la couronne est très volumineuse, ce qui la daterait du Magdalénien moyen.
En 1968, deux crânes d'Homo sapiens, celui très bien conservé d'un jeune adulte et celui d'un enfant de 8 à 12 ans, ont été trouvés dans l'abri Gaudry et datés du Magdalénien V ou VI. Un autre fragment de crâne a été trouvé dans l'abri Paignon, dans le niveau magdalénien.

## Outils et objets

### Acheuléen
La couche 13 du grand porche a livré une industrie de galets et de silex, proches du galet aménagé et antérieure à la glaciation Riss 3.

### Moustérien
Dans l'abri Lartet il a été recueilli 3 144 objets comprenant 402 outils dont 80 % sont des racloirs (racloir transversal, racloir simple droit, racloir à base amincie, racloir à dos aminci, racloir simple convexe, racloir déjeté). Cette industrie est du Moustérien charentien, incluant les types Ferrassie et La Quina. Deux outils étaient constitués de morceaux de côtes d'un gros animal. L'abri Lartet a livré un sol empierré sur près de 30 m2 par de petites pierres et un foyer.
Un autre foyer, Moustérien de type Quina, a été trouvé dans la partie Tardoire.

### Aurignacien
L'Aurignacien n'est représenté que par un burin busqué avec coche et quelques objets provenant de la couche 5 de la partie Tardoire.

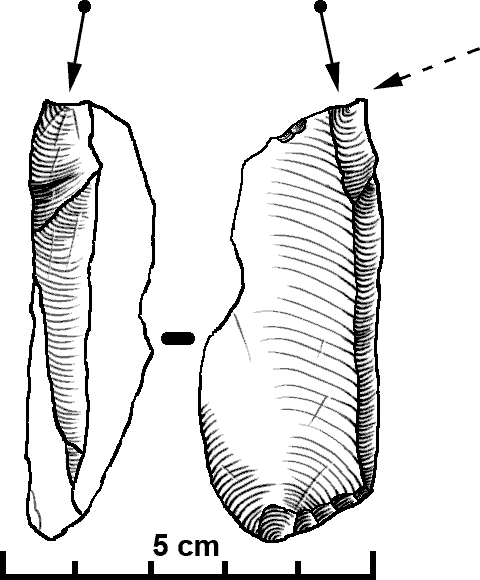
Dessin de burin dièdre

### Périgordien
Les quelques outils périgordiens trouvés au niveau de la couche 4 du locus 12 peuvent être en place ou provenir de l'abri Paignon.

### Gravettien
La couche 4 du locus 6, devant l'abri Paignon, a livré 650 objets dont 72 outils, deux grattoirs simples, trois autres grattoirs dont un associé à un burin, quatre perçoirs et quarante-deux burins. Ces burins se répartissent en une moitié de burins dièdres, des burins à troncature retouchée, un burin multiple et un burin de Noailles. Un élément de sagaie en os et un os gravé étaient présents.
Le Gravettien moyen est représenté par des burins de Noailles situés au Gravettien de faciès Noaillien / Gravettien de faciès Rayssien.

### Solutréen
Bien que soit rapportée l'existence de pièces solutréennes, lames et feuilles de saule, elles n'ont été ni décrites ni retrouvées, à part un fragment de pointe à cran et une pointe à cran semblable à celles de la grotte du Placard, pièces insuffisante pour affirmer une occupation à cette époque.

### Magdalénien
L'industrie lithique comporte des grattoirs et des couteaux. L'abri Paignon a livré lamelles et burins et un foyer de 1,35 m sur 1,15 m constitué de plusieurs couches de galets et renfermant des plaquettes gravées.
Les outils sont aussi de poinçons et des aiguilles en os, des lissoirs en ivoire et une sagaie en ivoire à base conique.
La couche 2 du locus 12 a livré une riche industrie lithique et une industrie osseuse dont des sagaies et un harpon complet à deux rangées de barbelures.

### Néolithique
Les objets sont une lame de hache et une écuelle néolithiques.
Un vase campaniforme en terre noire orné de bandes hachurées a donné lieu à une publication.

## Art pariétal
Une gravure sur un bloc d'effondrement représentant un bovidé accompagné de signes, attribuée au style III du Magdalénien, a été mise au jour en 1978.

## Art mobilier

### Magdalénien moyen
L'abri Paignon a livré un grès gravé daté du Magdalénien mêlant sur une face rennes, bison et tête de félin ; l'autre face est ornée d'un saumon.
Les parures sont une pendeloque en os ouvragé daté à 13 320 ans et une incisive de cheval percée et gravée de triangles sur sa face linguale.

### Magdalénien final
La grotte de Montgaudier a livré en 1886 un bâton percé magdalénien gravé, trouvé en 1886 par Eugène Paignon (propriétaire de cette grotte servant de carrière pour amender ses terres) dans les sédiments du grand porche transportés pour niveler la prairie. Il est en bois de renne, long de 30 cm, muni d'un trou circulaire et finement gravé en creux. Ces gravures représentent sur une face deux phoques avec leurs poils, leurs moustaches et leurs yeux et un poisson saumon ou truite ; et sur l'autre face des anguilles, d'après Gaudry.

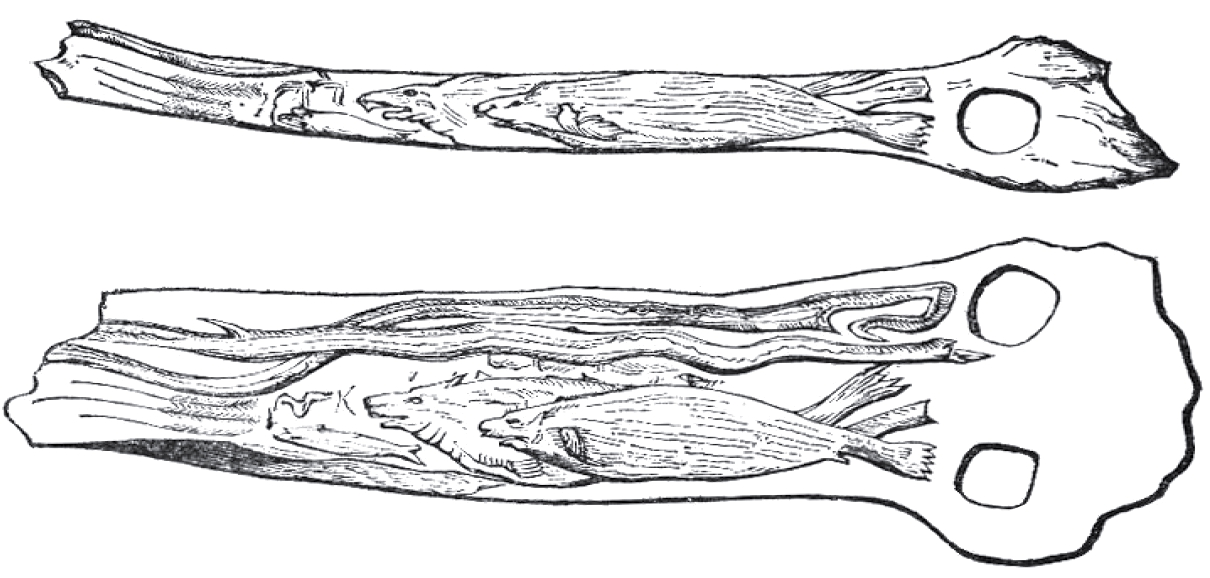
Dessin du bâton percé.

Ce bâton percé magdalénien gravé est accompagné de morceaux d'ivoire ornés de gravures. Au locus 12, Louis Duport a découvert un os percé décoré d'une frise de trois chevaux. Cette époque a également livré un bois de renne perforé orné de deux têtes de bouquetins.
Un décor géométrique sur os est lui aussi rattaché au magdalénien final.
Les parures présentes sont des coquillages percés et un morceau de bois de renne percé d'un trou au centre.